# Jean de Laval-Brée
 (mai 2019).
Si vous disposez d'ouvrages ou d'articles de référence ou si vous connaissez des sites web de qualité traitant du thème abordé ici, merci de compléter l'article en donnant les références utiles à sa vérifiabilité et en les liant à la section « Notes et références ».
Jean de Laval-Brée est l'auteur du rameau de Laval-Brée. Il était seigneur de Brée. 

## Famille
Fils de Thibault Ier de Laval-Loué, il épousa Françoise Gascelin ou de Gascelin, dame des Haies-Gascelin ou des Hayes-Gascelin, de Chanzeau(x) et de la Chétardie. Il mourut après 1485. 
Il avait eu :
1. Louis ;

1. Jeanne, mariée :

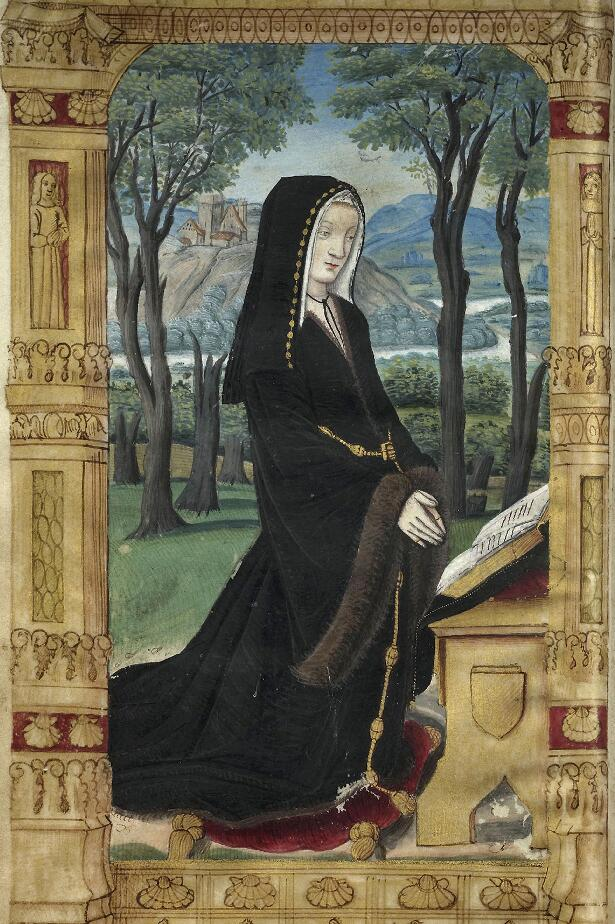
Jeanne de Laval, fille de Jean de Laval-Brée, en prière dans son livre d'heures, Musée Condé, Ms.75.

  1. en l'an 1481 à Pierre de Hérisson, chevalier, seigneur du Plessis-Buret et du Plessis-Bernard,
  2. le 26 avril 1485, à Joachim Sanglier, chevalier seigneur de Bois-Rogues, veuf de Jeanne Bonnette[2] ;
2. Françoise, alliée à Edmond de Bueil, baron de Marmande, seigneur de Faye-la-Vineuse ;
3. Guyonne[3] ;
4. Michelle[3].

L'abbé Angot se demande s'il ne faut pas aussi ajouter un nom encore à la liste des enfants de Jean de Laval et de Françoise Gascelin ; ou faut-il supposer que Louis, leur fils, qui eut plus tard en partage la terre de Brée, porta aussi le nom de René. L'une ou l'autre de ces suppositions est nécessaire pour expliquer le texte suivant sur un fragment de compte du XVe siècle.

## Supercherie historique
Il est souvent fait mention de ce Jean de Laval, seigneur de Brée et Fougerolles, aux archives de Goué. Une ou deux pièces sont signées de lui. Ces archives font l'objet d'une supercherie historique.

## Biographie
C'est de son temps probablement que le château de Brée fut ruiné par les Anglais, si la tradition qui, d'après l'abbé Gérault, a conservé ce souvenir, est fondée ; car son père ne vivait plus en 1433 et lui n'était pas mort en 1485.
En 1480, André de Lohéac acquiert de Jean de Laval-Brée le Logis de Montjehan, pour la somme de 800 écus d'or.

## Source
- Abbé Angot, « Saint-Gervais et Saint-Protais de Brée, monographie paroissiale[8]. », 1884.